# Francesca Clapcich
Francesca Clapcich (Trieste, 28 de enero de 1988) es una deportista italiana que compite en vela en la clase 49er FX.
Ganó dos medallas en el Campeonato Mundial de 49er, oro en 2015 y bronce en 2014, y dos medallas en el Campeonato Europeo de 49er, oro en 2015 y plata en 2016.
Participó en dos Juegos Olímpicos de Verano, en los años 2012 y 2016, ocupando el quinto lugar en Río de Janeiro 2016.

## Palmarés internacional
| \| Campeonato Mundial \| Campeonato Mundial \| Campeonato Mundial \| Campeonato Mundial \| \| Año \| Lugar \| Medalla \| Clase \| \| ------------------ \| ------------------------ \| ------------------ \| ------------------ \| \| 2014 \| Santander (España) \| Medalla de bronce \| 49er FX \| \| 2015 \| Buenos Aires (Argentina) \| Medalla de oro \| 49er FX \| \| Campeonato Europeo \| \| \| \| \| Año \| Lugar \| Medalla \| Clase \| \| 2015 \| Oporto (Portugal) \| Medalla de oro \| 49er FX \| \| 2016 \| Barcelona (España) \| Medalla de plata \| 49er FX \| |                          |                   |         |
| Campeonato Mundial |                          |                   |         |
| Año | Lugar                    | Medalla           | Clase   |
| 2014 | Santander (España)       | Medalla de bronce | 49er FX |
| 2015 | Buenos Aires (Argentina) | Medalla de oro    | 49er FX |
| Campeonato Europeo |                          |                   |         |
| Año | Lugar                    | Medalla           | Clase   |
| 2015 | Oporto (Portugal)        | Medalla de oro    | 49er FX |
| 2016 | Barcelona (España)       | Medalla de plata  | 49er FX |